# Stuart Bingham
Stuart Bingham (født 21. maj 1976) er en professionel engelsk snookerspiller og tidligere verdensmester i snooker.
Han blev i 1996 amatørverdensmester i snooker. I 2006 nåede han for første gang i karrieren op blandt de 32 bedste i verden, og i 2011 nåede han i top 16.
Bingham vandt karrierens første ranking-title i Australian Goldfields Open 2011 og sin anden titel i Shanghai Masters 2014. Han fulgte successen op med, som absolut outsider, at vinde VM i Snooker 2015, en bedrift som ifølge britiske medier "fuldgjorde forandringen fra svend til kongen af The Crucible". Han blev samtidig den eneste, udover Ken Doherty, der både har vundet VM for amatører og for professionelle. Han vandt sin fjerde ranking-titel med sejren i Welsh Open 2017.